# تشنتالو
تشنتالو هي بلدية (كوميون) في مقاطعة كونيو في منطقة بيدمونت الإيطالية، وتقع على بعد قرابة 60 كيلومتر (37 ميل) جنوب تورينو وقرابة 13 كيلومتر (8 ميل) شمال كونيو.
تقع تشنتالو على حدود البلديات التالية: كاستيليتو ستورا، كونية، فوسانو، Montanera، تارانتاسكا، فيلافاليتو.